# Don Diego del Corral y Arellano
Don Diego del Corral y Arellano és un quadre de Diego Velázquez (Sevilla, 1599 - Madrid, 1660) conservat en el Museu del Prado de Madrid, on va ingressar en 1905 llegat per la duquessa de Villahermosa, juntament amb la seva parella, d'iguals mesures i característiques tècniques, el retrat de la seva esposa Doña Antonia de Ipeñarrieta y Galdós i el seu fill don Luis.

## Història
El llenç podria haver estat pintat per Velázquez entre 1631 i 1632, any de la mort del retratat, juntament amb el retrat de la seva esposa i fill primogènit, compartint les seves mateixes característiques tècniques i història. En 1668 va ser inventariat amb els béns de Juan i Cristóbal del Corral i Ipeñarrieta, fills del retratat, en el Palau dels Corral en Zarautz (Guipúscoa), juntament amb els retrats de la seva esposa, de Felip IV de Castella (Nova York, Metropolitan Museum of Art) i del Conde-Duc d'Olivares (Museu d'Art de São Paulo), atribuïts tots a Velázquez. Va romandre en poder de la família, ignorat per la crítica fins a finals del segle xix, quan Aureliano de Beruete i Moret ho va presentar com un dels millors retrats del període. En 1902 es va exposar en el Museu del Prado, amb motiu de la jura d'Alfonso XIII, i tres anys després el seu llavors propietària, María del Carmen d'Aragó-Azlor, duquessa de Vilafermosa, ho va llegar en el seu testament al Museu juntament amb el retrat de la seva esposa.
Abans que fossin donats al museu, va aparèixer la següent notícia en la premsa madrilenya:
| « | Un ric nord-americà ha ofert milió i mig de francs pel retrat de Don Diego del Corral y Arellano, pintat per Velázquez, propietat de la senyora Duquessa de Villahermosa. La Duquessa ha rebutjat cortesament l'oferta, dient: - Estimo molt a la meva família, a la meva pàtria i a l'Art, i molt poc als diners. Per tots els milions del món no vendria jo el meu Velázquez, que vull que després dels meus dies vagi a formar part del Museu del Prado. | » |

Els dos restants retrats velazqueños propietat de la família —Felipe IV i Conde-Duc d'Olivares— van ser posats a la venda en 1912 a Londres, Agnew and Sons.
En 1989 va formar part de l'exposició sobre Velázquez que va acollir el Museu Metropolità d'Art de Nova York.

## Descripció
Havent encarregat Antonia Ipeñarrieta a Velázquez en 1624 els retrats de Felip IV, el Comte-Duc d'Olivares i del seu difunt primer espòs, García Pérez de Araciel, alguns autors, assenyalant diferències estilístiques entre aquest retrat i el de la seva esposa, van pensar que podia haver-se pintat sobre el primitiu retrat, aprofitant el cos i retocant cap a 1632 el cap, que alguns crítics creuen inacabada per mort del retratat. Les radiografies i estudis tècnics efectuats en el Museu del Prado descarten tant aquesta possibilitat com les diferències cronològiques entre ells, havent-se realitzat els retrats dels dos esposos amb iguals materials i tècnica. El personatge apareix retratat de cos sencer sobre un fons neutre, retallada la seva figura per una lleugera línia de tonalitat més clara que li dota de relleu i entorn del cap es fa més àmplia, creant l'efecte d'un halo. Vas veure de negre, amb toga de jurisconsulto, sota la qual queda gairebé oculta la creu de Santiago, i sosté papers a les mans, una d'elles recolzada en una taula coberta amb tapet de vellut vermell sobre el qual reposa el barret, indicatius tots ells de la seva dignitat.
Tant en aquest com en el retrat de la seva esposa Velázquez guarda les convencions dels retratistes de tall, en situar al personatge molt prop del primer pla, de manera que el sòl sembla vist des d'a dalt mentre el cap queda molt prop de la vora superior. La sobrietat de la seva composició i l'economia de mitjans emprats no impedeixen la parenceria de virtuosisme, que es manifesta en els negres tornasolados del vestit, aconseguits per la utilització d'àmplies veladures responsables de les lluentors, i en el rostre, ric d'expressió, realçat sobre el fons.

## Diego del Corral i Arellano
Diego del Corral i Arellano va néixer de pas a Santo Domingo de Silos (Burgos) en 1570, encara que la seva família era originària de Cuéllar (Segòvia); va ser fill de Luis del Corral y Arellano, retratat per Juan Pantoja de la Cruz, i d'Isabel de Castro Otáñez. Va estudiar a la Universitat de Salamanca, on més tard seria catedràtic de Dret d'aquesta; posteriorment va ser fiscal de la Reial Audiència i Cancelleria de Valladolid (1608), fiscal i conseller del Consell d'Hisenda (1612 i 1622), oidor del Consell de Castella i cavaller de l'Ordre de Santiago (1622). Va formar part del tribunal que va jutjar a Rodrigo Calderón, votant en contra de la pena de mort imposada pels altres dos jutges, però aquesta mostra d'integritat, en oposar-se als designis del nou govern d'Olivares, no li va apartar del favor real.
Va contreure matrimoni a Madrid en 1627 amb Antonia de Ipeñarrieta, vídua del també fiscal García Pérez de Araciel i gairebé trenta anys més jove que ell, de la qual va tenir sis fills, entre ells a Luis, que apareix retratat en el quadre de la seva mare. Va morir a Madrid el 20 de maig de 1632, poc després que Velázquez li retratés. Va deixar escrites diverses obres, algunes d'elles publicades, com el Memorial del Príncep de Squillace, i unes altres de tipus judicial; a més, es conserven tractats seus sobre forces eclesiàstiques, protocol i altres temes.